# Lalawélé Atakora
Atakora Lalawelé est un footballeur togolais, né le 9 novembre 1990 à Lomé. Il évolue au poste de milieu de terrain.

## Palmarès
- Coupe d'Azerbaïdjan
  - Vainqueur: 2019[1].